# Endacusta koonaldia
Endacusta koonaldia is een rechtvleugelig insect uit de familie krekels (Gryllidae). De wetenschappelijke naam van deze soort is voor het eerst geldig gepubliceerd in 1983 door Otte & Alexander.